# Dicranomyia (Caenoglochina) apicata subapicata
Dicranomyia (Caenoglochina) apicata subapicata is een ondersoort van de tweevleugelige Dicranomyia (Caenoglochina) apicata uit de familie steltmuggen (Limoniidae). De ondersoort komt voor in het Nearctisch gebied.